# (73804) 1995 RG
(73804) 1995 RG – planetoida z pasa głównego asteroid okrążająca Słońce w ciągu 2,65 lat w średniej odległości 1,92 j.a. Odkryta 3 września 1995 roku.